# Orchestre symphonique de la RTBF
L'Orchestre symphonique de la RTBF est un ancien orchestre symphonique belge, dissous en 1991.

## Historique
L'origine de l'orchestre remonte à la fondation en 1931 de l'Orchestre symphonique de l'INR (Institut national de radiodiffusion), placé sous la direction de Franz André, qui devient Grand Orchestre symphonique de l'INR-NIR en 1935.
En 1960, cette formation prend le nom de Grand Orchestre symphonique de la RTB-BRT.
En 1978, le Grand orchestre est scindé en deux ensembles distincts, l'un wallon et l'autre flamand, à partir desquels sont constitués, en intégrant les orchestres de chambres de la RTBF et de la BRT, deux orchestres symphoniques : le Nouvel Orchestre symphonique de la RTBF et l'Orchestre philharmonique de la BRT.
La mission principale de l'orchestre de la RTBF est de promouvoir la création contemporaine, en particulier la musique belge. L'orchestre donne plusieurs concerts par semaine, dont un diffusé en direct les vendredis soir depuis le grand studio 4 de Flagey.
En 1985, le Nouvel Orchestre symphonique de la RTBF adopte le nom d'Orchestre symphonique de la RTBF.
En 1991, la direction de la RTBF décide de dissoudre l'orchestre,.

## Chefs permanents
Comme chefs permanents de l'orchestre se sont succédé :
- Franz André (1935-1958) ;
- Daniel Sternefeld (1958-1970) ;
- Irwin Hoffman (1973-1976) ;
- Edgard Doneux (1978-1984) ;
- Alfred Walter (en) (1984-1987) ;
- André Vandernoot (1987-1991).

## Créations
L'Orchestre est le créateur de nombreuses partitions de compositeurs belges et d'œuvres de Jean-Yves Bosseur (In Extremis, 1975), Pierre Boulez (Domaines, 1968), Raymond Chevreuille (Symphonie no 4, 1954), Pierre-Max Dubois (Sinfonia militaire, 1968), Vladimir Dukelski (Symphonie no 3, 1947), André Jolivet (Psyché, 1947 ; Concerto pour percussion, 1959), Charles Koechlin (Le Livre de la jungle, 1946 ; Symphonie no 1, 1946 ; Le Docteur Fabricius, 1949 ; Le Buisson ardent, 1957), László Lajtha (Symphonie no 6, 1954), Jacques Leduc (Symphonie, op. 29, 1969), Gian Francesco Malipiero (La festa de la sensa, 1954), Darius Milhaud (Les Euménides, 1949 ; Symphonie no 7, 1955), Akira Miyoshi (Concerto pour piano à quatre mains, 1989), Henri Sauguet (Concerto pour piano no 1, 1935 ; Les Ombres du jardin, cantate, 1943 ; Symphonie no 1 « Expiatoire », 1947 ; Symphonie no 3 « INR », 1955 ; Le Cornette, 1951), Alexandre Tansman (Concerto pour alto, 1935 ; Concerto pour orchestre, 1954), Frédéric Van Rossum (Douze miniatures pour orchestre, 1968) et Bernd Alois Zimmermann (Symphonie en un mouvement, 1953), notamment.